# Herminiocala pallida
Herminiocala pallida är en fjärilsart som beskrevs av William Schaus 1911. Herminiocala pallida ingår i släktet Herminiocala och familjen nattflyn. Inga underarter finns listade i Catalogue of Life.